# Operacja Czarna Burza
Operacja Czarna Burza (urdu: Operation Rah-e-Raast) – operacja prowadzona przez siły pakistańskie przeciwko talibom w Północno-Zachodniej Prowincji Pogranicznej Pakistanu. Rozpoczęta 26 kwietnia 2009, łamiąc układ rozjemczy w Wadi-e Swat z lutego 2009 roku. Ofensywa miała na celu odbicie utraconych prowincji przez Pakistan, co się powiodło, jednak w kolejnych latach talibowie nadal byli aktywni na utraconych terenach.

## Geneza
Po założeniu przez Baitullaha Mehsuda federacji ugrupowań talibskich Tehrik-i-Taliban Pakistan w 2007, Fazlullah został mianowany dowódcą w Wadi-e Swat. Przystąpił do działań zaczepnych, która doprowadziła do bitwy w Wadi-e Swat po której stopniowo narzucał prawo szariatu i wypierał jednostki sił rządowych. W związku z tym na przełomie stycznia oraz lutego 2009 siły bezpieczeństwa prowadziły ofensywę w Wadi-e Swat. Tamże 15 lutego wprowadzono 10-dniowy rozejm, przedłużony później na czas nieokreślony złamany podjęciem ofensywy ze względu na nie odłożenie broni przez talibów i zajmowanie przez nich terenów coraz bliższych Islamabadowi. 13 kwietnia prezydent Pakistanu Asif Ali Zardari dekretem wprowadził tam prawo koraniczne (szariat), którego domagali się talibowie.
28 lutego, po ofensywie pakistańskiej trwającej od sierpnia 2008 roku, zdobyty został okręg Bajaur, leżący na plemiennych terytoriach Pakistanu. Po klęsce Talibanu, bojownicy przystąpili mimo trwającego rozejmu w Wadi-e Swat do zdobywania prowincji Buner. Ten okręg całkowicie zajęli 21 kwietnia 2009. W związku z tym armia podjęła ofensywę w Wadi-e Swat.
W świetle krytyki Sekretarz Stanu USA Hillary Clinton, która zarzucała Pakistanowi, że nie jest w stanie obronić posiadanej broni nuklearnej przed terrorystami, dowództwo armii Pakistanu zdecydowało się rozpocząć walki z rebeliantami. Tuż przed rozpoczęciem ataku, bojówki talibskie zaczęły się wycofywać z prowincji Buner.

## Operacja
Walki rozpoczęły się w niedzielę 26 kwietnia 2009 roku, kiedy to pakistańskie siły bezpieczeństwa zaatakowały bojówki talibów w okręgu Dir. Jeszcze tego samego dnia walki wybuchły w prowincji Buner. W pierwszych walkach pod Lal Qala i Qala zginęło 26 rebeliantów. Duchowny przywódca Talibanu ogłosił dzień później, że jest skłonny do rozmów pokojowych z rządem. Jednak, Islamabad powiedział, że rozmowy zacznie, kiedy rebelianci wstrzymają ogień.
Pakistańskie siły bezpieczeństwa 28 kwietnia zaatakowały pozycje rebeliantów w okręgu Malakand. W walce Pakistańczyków cały czas wspierały śmigłowce. Po dwóch dniach walk zginęło 75 rebeliantów oraz 10 żołnierzy. Około 30 tysięcy osób opuściło miasto Maidan w okręgu Dolnego Diru. Władze przygotowały się na przyjęcie uchodźców w okręgach Peszawar, Nauśahra i Timargarah.
Wojska pakistańskie po nocnym bombardowaniu zdobyły 29 kwietnia Dagger, ważne taktycznie miasto w prowincji Buner. W wyniku akcji pakistańskich wojsk bojówki talibskie wycofały się z miasta. W czasie walk o miasto zginęło kolejnych 55 talibów. W walce zginęło 11 żołnierzy.
Pakistańscy talibowie 3 maja ścięli dwóch urzędników rządowych, w odpowiedzi na zabicie dwóch powstańców tego samego dnia. 3 maja armia wprowadziła godzinę policyjną w dwóch okręgach, będących celem operacji, a także w kontrolowanej przez ekstremistów Wadi-e Swat. Do tego czasu poległo 150 talibów.
Gdy armia wprowadziła godzinę policyjną, rebelianci pojawili się na ulicach głównego miasta okręgu Swat - Mingora. 6 maja armia rozpoczęła atakować rebeliantów na obrzeżach Mingory i tego samego dnia rozpoczęli oblężenie tego miasta. Tymczasem w innych regionach Swat tego dnia zabito 37 bojowników, a w okręgu Buner 27 terrorystów. W wybuchu bomby w Swat zginęło dwóch żołnierzy rządowych.
W trakcie ciężkich walk o Mingorę 7 maja poległo 143 talibów. Dzień później z tego miasta uciekło ok. 70 tys. cywilów. W czasie walk nad miastem cały czas latały pakistańskie śmigłowce, a na przedmieściach działała artyleria. 9 maja w ataku śmigłowców w Mingorze zginęło 15 islamistów. Tego dnia w Swat ogólnie poległo 55 rebeliantów. W walkach rannych zostało 4 żołnierzy armii rządowej.
W ciągu jednego dnia, 9 maja armia w dystrykcie Shangla w Swat zabiła ponad 200 islamistów. Zniszczono tam obóz szkoleniowy talibów Banai Baba. W operacji zginęło dwóch pakistańskich wojskowych.
10 maja wojsko anulowało na siedem godzin, godzinę policyjną. W ten dzień z miast Swat uciekło aż 360 tys. cywilów.
W piętnastym dniu operacji odnotowano straty w wysokości 700 osób po stronie talibskiej oraz 20 po stronie sił pakistańskich.
11 maja zamachowiec samobójca wysadził się w powietrze w tzw. strefie bezpieczeństwa. Zginęło 10 osób. Do wybuchu samochodu-pułapki doszło koło Peszawaru, gdzie znajdowało się dużo cywili, którzy wcześniej wyemigrowali z Wadi-e Swat. Dzień wcześniej w wyniku walk poległo 52 bojowników. 12 maja pakistańscy komandosi zajęli region Wadi-e Piochar z której wyparli bojowników po desancie helikopterów. W walkach z 13 na 14 maja poległo ok. 124 islamistów.
15 maja na osiem godzin zniesiono godzinę policyjną w mieście Mingora, umożliwiając ucieczkę kolejnym cywilom. Jednocześnie wojsko oblegające miasto, wprowadziło zakaz wjazdu do Mingory. W Mingorze nie było elektryczności, brakowało pożywienia, wody i podstawowych środków do życia. Tego dnia liczba uchodźców przekroczyła milion.

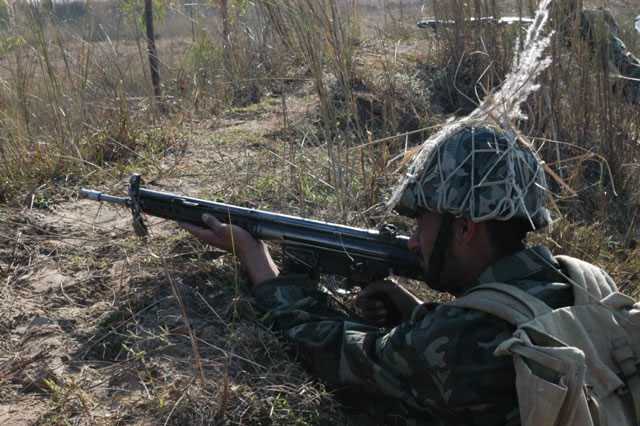
Pakistański żołnierz podczas walk

Według armii rządowej 15 maja talibowie zostali zwyciężeni w prowincji Buner, natomiast część armii pakistańskiej walczącej w Buner skierowała się do miasta Mingora, które było od 6 maja w stanie oblężenia. Kilkuset żołnierzy pozostało w Buner by kontrolować prowincję. Jednakże po tym oświadczeniu walki artyleryjskie nadal trwały w górskich obszarach Buneru. Wówczas talibowie zaczęli koncentrować siły wokół Mingory. Rebelianci kopali rowy, układali miny, budowali okopy, w odpowiedzi na zbliżające się do miasta wojska rządowe.
17 maja armia pakistańska odbiła miasto Matta po ciężkich walkach ulicznych. Walki artyleryjskie wybuchły też w miejscowości Kanju. Tego dnia odnotowano tysięczną ofiarę po stronie rebeliantów islamskich.
W ciężkich walkach, 18 maja, zginęło dwudziesta siedmiu bojowników w tym trzech dowódców talibskich. Po stronie pakistańskiej odnotowano trzech zabitych żołnierzy, w tym jednego oficera oraz 17 rannych wojskowych. Dowództwo armii poinformowało, że wojska będą stacjonować w Wadi-e Swat, dopóki nie zwyciężą terrorystów oraz do domostw nie powrócą uchodźcy, których wówczas było ok. 1,4 mln..
W walkach pod Kanju i Takhtaband 19 maja zginęło 14 bojowników i dwóch żołnierzy.
Armia pakistańska 20 maja zdobyła miasto Sultanwas leżące w prowincji Buner. W trakcie walki o miasto zginęło 80 terrorystów, a 9 żołnierzy odniosło rany.

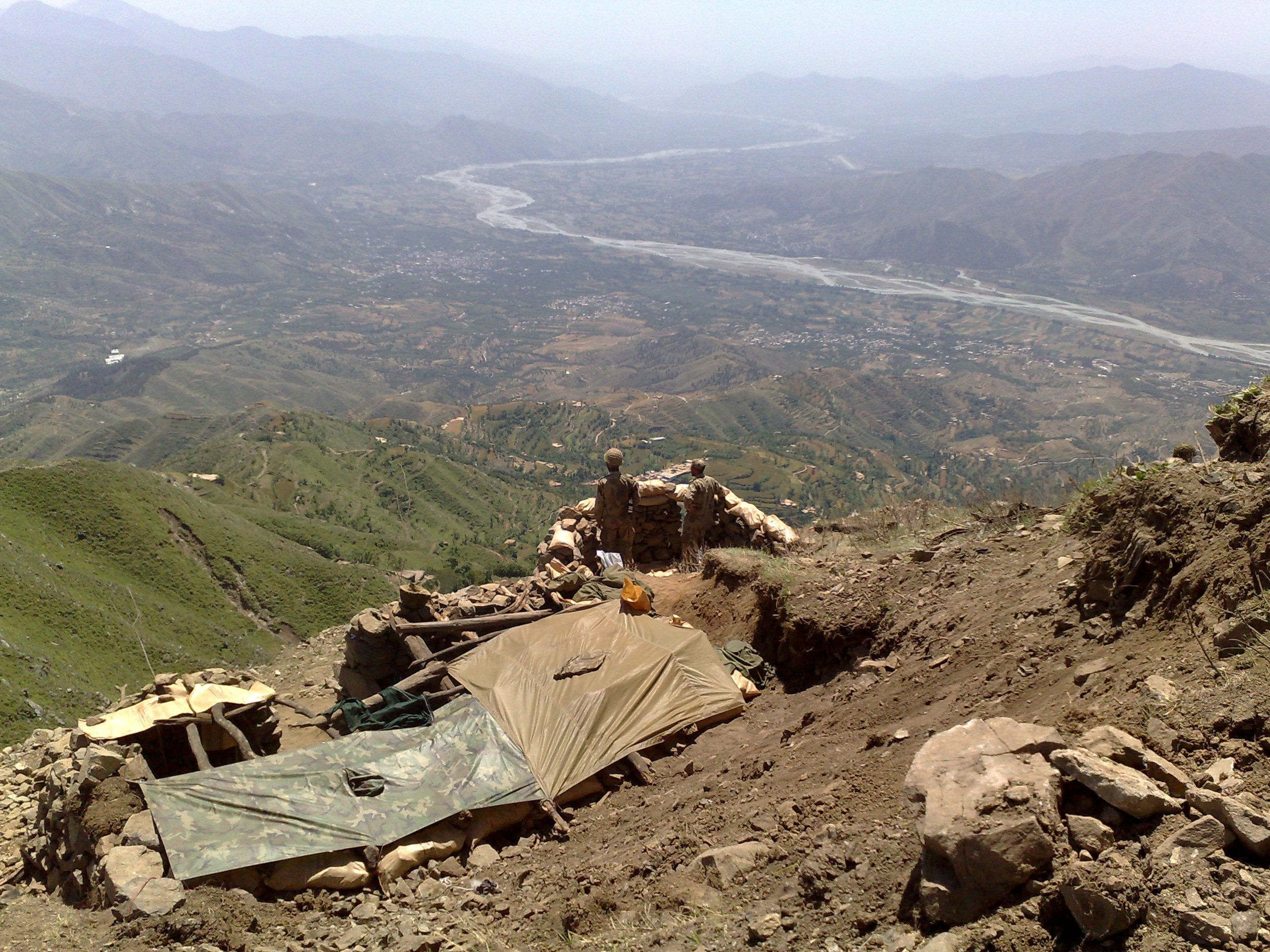
Obozowisko wojska pakistańskiego w Wadi-e Swat

21 maja doszło do potyczki między talibami a wieśniakami z wioski Kalam. Talibowie wchodząc do wioski Kalam w okręgu Dir, napotkali opór ze strony wieśniaków. W starciu zginęło kilku chłopów.
Armia pakistańska 23 maja weszła do głównego miasta Wadi-e Swat - Mingory, które było w oblężeniu od 6 maja. W walkach tego dnia zginęło co najmniej 17 bojowników. Walki uliczne według rzecznika armii generała-majora Athara Abbasa nie były wówczas prowadzone z całą siłą, ponieważ w mieście pozostawało jeszcze ok. 10% cywilów. W trakcie walk ulicznych, walczono głównie w centrum miasta, koło terminalu autobusowego i wzdłuż głównej drogi w mieście. W okręgu Mohmand, gdzie walki toczyły się zdecydowanie na mniejszą skalę, wybuchła pułapka drogowa, która zabiła trzech żołnierzy oraz raniła ośmiu. Z okręgu Dir wyszło ok. 75% talibów wskutek porozumienia z lokalną radą plemienną. Nie jest jasne dokąd się udali. W wyniku walk w Dir zrujnowana została wielka liczba zabudowań, zniszczone pola, pozabijane stada bydła. Wojsko okrążyło bojowników wokół ich największej bazy w Wadi-e Peochar.
W kolejnym dniu walk ulicznych w Mingorze, Pakistańczycy zajęli kilka dużych skrzyżowań w mieście oraz tzw. Zielony Rynek. Intensywne walki toczyły się w zachodnim przedmieście Qambar. 25 maja żołnierze rozpoczęli poszukiwania w różnych budynkach Mingory, ukrywających się bojowników. 70% miasta 27 maja kontrolowali żołnierze Pakistanu. W dalszych częściach miasta nadal toczyły się boje. W walkach w nocy z 26 na 27 maja zginęło sześciu żołnierzy oraz 29 talibów.
29 maja w miasta Peochar oraz Bahrajn zostały przejęte przez pakistańskie siły bezpieczeństwa W ostatnim dniu bitwy o Peochar zginęło 28 rebeliantów. Rebelianci zaatakowali siły pakistańskie w mieście Dagger, które odbito od talibów równo miesiąc od tego wydarzenia. Zginęło 13 rebeliantów.
30 maja siły pakistańskie zdobyły kontrolę na głównym miastem Wadi-e Swat - Mingorą. Miasto było szturmowane od 23 maja. Zdobycie Mingory było jednym z głównych celów trwającej pakistańskiej ofensywy. Po ogłoszeniu zwycięstwa w Mingorze, trwały jeszcze sporadyczne walki na obrzeżach miasta. Od 6 maja, czyli początku oblężenia Mingory zginęło ok. 286 islamskich rebeliantów.
W wyniku walk 2 czerwca na obszarze Wadi-e Swat, zginęło 21 rebeliantów oraz trzech żołnierzy. Tymczasem do oswobodzonej Mingory przez wojska pakistańskie, zaczęli powracać mieszkańcy, a życie tam powoli się normalizowało.
4 czerwca w Amandarra pojmano Sufia Muhammada, założyciela Tehreek-e-Nafaz-e-Shariat-e-Mohammadi (TNSM).
5 czerwca po ataku terrorystycznym na meczet w okręgu Dir, kiedy to zginęło 40 osób, ludność plemienna przystąpiła do walk z talibami. Do 7 czerwca 1000-1500 uzbrojonych wieśniaków napadło na 5 wiosek zajętych przez rebeliantów w regionie Dhok Darra. W walce z ok. 200 rebeliantami zginęło ich przynajmniej 11. Miejscowa ludność została zorganizowana w tzw. milicję Laskhar. Społeczeństwo szeroko popierało ofensywę armii pakistańskiej przeciwko talibom w Wadi-e Swat, łącznie z partiami opozycyjnymi, mediami, a nawet niektórymi liderami religijnymi. W walkach 8 czerwca zginęło 25 rebeliantów, a dzień później 14 rebeliantów i jeden żołnierz. Na pomoc walczącej wiejskiej milicji wysłano wojskowe helikoptery. Składająca się z 3 tys. ochotników milicja Laskhar w ciągu 10 dni zniszczyli 20 kryjówek i kilkanaście domów rebeliantów, oraz okrążyli talibów szukających schronienia na górze w rejonie Ghazigai. Zabili też 25 rebeliantów.
10 czerwca armia pakistańska rozszerzyła ofensywę na tereny okręgu Bannu, leżącego niedaleko Waziristanu. Wówczas w tym okręgu przebywało ok. 800 talibów. W walkach wojskom naziemnym pomagała artyleria oraz lotnictwo. W pierwszym dniu walk w Bannu zabito ok. 100 rebeliantów. W ataku artyleryjskim 11 czerwca zginęli kolejni ekstremiści.
12 czerwca armia pakistańska zdobyła kolejne miasto w Swat - Chupial. W bitwie o miasto poległo 39 rebeliantów i 8 żołnierzy.
15 czerwca w walkach w Mohamand i Bajaur zginęło 25 rebeliantów. W Dir i Swat poległo 13 bojowników i jeden żołnierz. 17 czerwca w okręgu Dir wojsko zabiło 20 talibów, a w prowincji Swat 34 bojowników.
20 czerwca wojsko przyznało, że jest bliskie końca operacji. Również taka deklaracja padła 22 czerwca. Tego dnia w walkach zginęło 22 rebeliantów.
6 lipca w nalocie sił pakistańskich ranny został dowódca talibów Fazlullah.
W dwudniowej ofensywie przeprowadzonej przez pakistańskie siły bezpieczeństwa z 19 na 20 lipca w Dirze zginęło ok. 50 talibów. Z kolei 22 lipca zabito 27 rebeliantów, a 10 aresztowano. Dwa dni później w Dir zabito kolejnych 16 talibów, a dzień później 13 rebeliantow.

## Exodus cywilów z Wadi-e Swat
W wyniku zaostrzenia operacji 2 maja rozpoczęła się wielka ewakuacja cywilów z miast z Wadi-e Swat. Wcześniej do końca kwietnia ze stref walk uciekło ponad tysiąc osób. 8 maja odnotowano 78 tys. uchodźców - większość to mieszkańcy Mingory, która była oblegana przez siły pakistańskie
10 maja anulowano na siedem godzin, godzinę policyjną w miastach Wadi-e, by umożliwić ucieczkę cywilom. W ten dzień do 8 obozów uchodźców zorganizowanych przez UNHCR uciekło 360 tys. cywilów
W wyniku krwawych strać 12 maja liczba uchodźców w obozach ONZ przekroczyła pół miliona - 501 496 uchodźców. Pakistan przeżywał w maju 2009 największe w swej skali ruchy migracyjne od roku 1947 kiedy to kraj odłączył się od Indii
Mimo iż w prowincjach gdzie toczyła się operacja wprowadzono godzinę policyjną to cywile nadal masowo uciekali z miejsc zamieszkania. Dnia 13 maja liczba uchodźców osiągnęła 670 906
15 maja Wysoki Komisarz Narodów Zjednoczonych ds. Uchodźców poinformował, że zanotowano milionową osobę, która uciekła do obozów ONZ i Czerwonego Krzyża przed walkami w Wadi-e Swat i pobliskich okręgach Tak duża liczba uchodźców wymusiła otwarcie 12 nowych obozów dla cywilów. W wyniku sytuacji humanitarnej panującej w obozach, 9020 osoby miały infekcje dróg oddechowych, 5571 miały biegunkę, odnotowano 1749 przypadków zakażenia dolnych dróg oddechowych oraz 903 przypadki tzw. krwawej biegunki
Premier Pakistanu, Yousaf Raza Gilani, określił sytuację w kraju podczas operacji jako największy kryzys humanitarny od czasu krwawego podziału Indii i Pakistanu w 1947 roku.
USA ofiarowały Pakistanowi 4,9 mln dolarów na podstawowe środki dla uchodźców pakistańskich. Wielka Brytania przekazała 10 milionów funtów (15,19 milionów dolarów), a Francja 12 mln euro (8,8 milionów dolarów).
19 maja USA przyjęły 110 milionów dolarów pomocy dla Pakistanu. Wówczas liczba uchodźców przekroczyła 1,5 mln.
21 maja Pakistan z uzbieranych kwot, przeznaczył na pomoc uchodźcom 224 milionów dolarów. Organizacje humanitarne rozmieściły uchodźców w 28 obozach namiotowych. Tego dnia premier Gilani prosił na międzynarodowej konferencji donorów, która odbyła się w Islamabadzie o pomoc humanitarną i rozwojową, która pozwoliłaby na uspokojenie sytuacji w kraju. Dzień później Sekretarz Generalnego ONZ Ban Ki-moon, przebywający na Sri Lance, gdzie 18 maja zakończyła się wojna domowa, powiedział, że uchodźcom potrzeba 543 milionów dolarów.
26 maja podano, że w obozach znajduje się 2 300 000 uchodźców, jednak ok. 200 000 znajdywało się nadal w strefie walk. Mimo pomocy międzynarodowej w obozach panowały poważne niedobory żywnościowe, niewielkie zasoby wody pitnej, a także niezbędnych leków. Pod koniec maja nastąpił bowiem największy kryzys humanitarny od początku ofensywy.
3 czerwca USA przeznaczyło dodatkowo 200 mln dol., na pomoc dla ponad 2 000 000 uchodźców.
13 lipca rząd pakistański zezwolił na powrót ponad dwóm milionom uchodźców do domów.
W sierpniu nastąpił kryzys gospodarczy w głównych miastach Wadi-e Swat spowodowany ofensywą sił rządowych. Mieszkańcy wracając do swoich domostw nie mogli znaleźć stałego zatrudnienia, a część ludzi była zmuszona do sprzedaży artykułów gospodarstwa domowego, biżuterii itp. Miasta miały w dużym stopniu uszkodzoną infrastrukturę, zburzone były sklepy, szkoły, urzędy. Ponadto ceny artykułów spożywczych poszły mocno w górę. Jednakże stosunkowo szybki powrót uchodźców i aktywne wsparcie ludności w odbudowę podbudowało wizerunek władz lokalnych.

## Skutki
W wyniku porażek odnoszonych przez talibów, zanotowano więcej zamachów terrorystycznych na terenie Pakistanu. W 2008 roku przykładowo w odwecie za bitwę o Bajaur, terroryści przeprowadzili zamach na hotel w Islamabadzie. Ponadto rebelianci atakowali obiekty cywilne oraz organizowali ataki na konwoje wojsk pakistańskich.
Terroryści podczas operacji w Wadi-e Swat przeprowadzili kilka poważnych zamachów terrorystycznych oto kilka z nich:
- 11 maja - zamachowiec samobójca wysadził się w powietrze w tzw. strefie bezpieczeństwa. Poległo 10 osób. Do wybuchu samochodu-pułapki doszło koło Peszawaru[23].
- 16 maja - w eksplozji samochodu-pułapki w Peszawarze zginęło 11 osób, a 30 zostało rannych[27].
- 22 maja - kolejny zamach w mieście Peszawar w wybuchu samochodu-pułapki nieopodal kina, zginęło 6 osób. W zamachu przeprowadzonym przez terrorystów rannych zostało ok. 75 osób[67].
- 27 maja - w mieście Lahore na wschodzie Pakistanu około 24 osób zginęło, a blisko 300 odniosło obrażenia w wybuchu, który według policji był zamachem samobójczym[73].

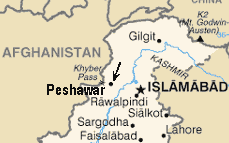
Peszawar

- 28 maja - potrójny zamach w Peszawarze, 11 osób zginęło, ponad 100 rannych[74].
- 5 czerwca - wybuch bomby w meczecie podczas modłów w pakistańskim okręgu Dir w mieście Haya Gai. 40 osób zginęło, 50 rannych. Po tym zamachu do walki z terrorystami przystąpiły ochotnicze bojówki Laskhar złożone głównie z ludności plemiennej[75].
- 6 czerwca - wybuch bomby godzinę po zabiciu dwóch protalibskich bojowników w stolicy Pakistanu. Dwie osoby zginęły[76].
- 9 czerwca - wybuch bomby w luksusowym hotelu Pearl Continental w pakistańskim Peszawarze. 15 osób zginęło, 57 odniosło rany[77].
- 12 czerwca - zamachowiec-samobójca zabił w Lahore Mułłę Sarfraza Naeemi, znanego z wystąpień przeciwko talibom[78].
- 12 czerwca - bomba wybuchła w meczecie w pobliżu bazy wojskowej w miejscowości Nauśahra. Zginęły 3 osoby, 20 rannych[78][79].
- 13 czerwca - w ataku terrorystycznym na terenach plemiennych w Mohamand zginęło 7 osób[80].
- 13 czerwca - rebelianci zaatakowali posterunek policji w Kohat, zabijając przy tym policjanta i przechodnia oraz zranili dziewięciu innych funkcjonariuszy[80].
- 14 czerwca - wybuch bomby w Dera Isamil Khan - 8 zabitych, 25 rannych[81].

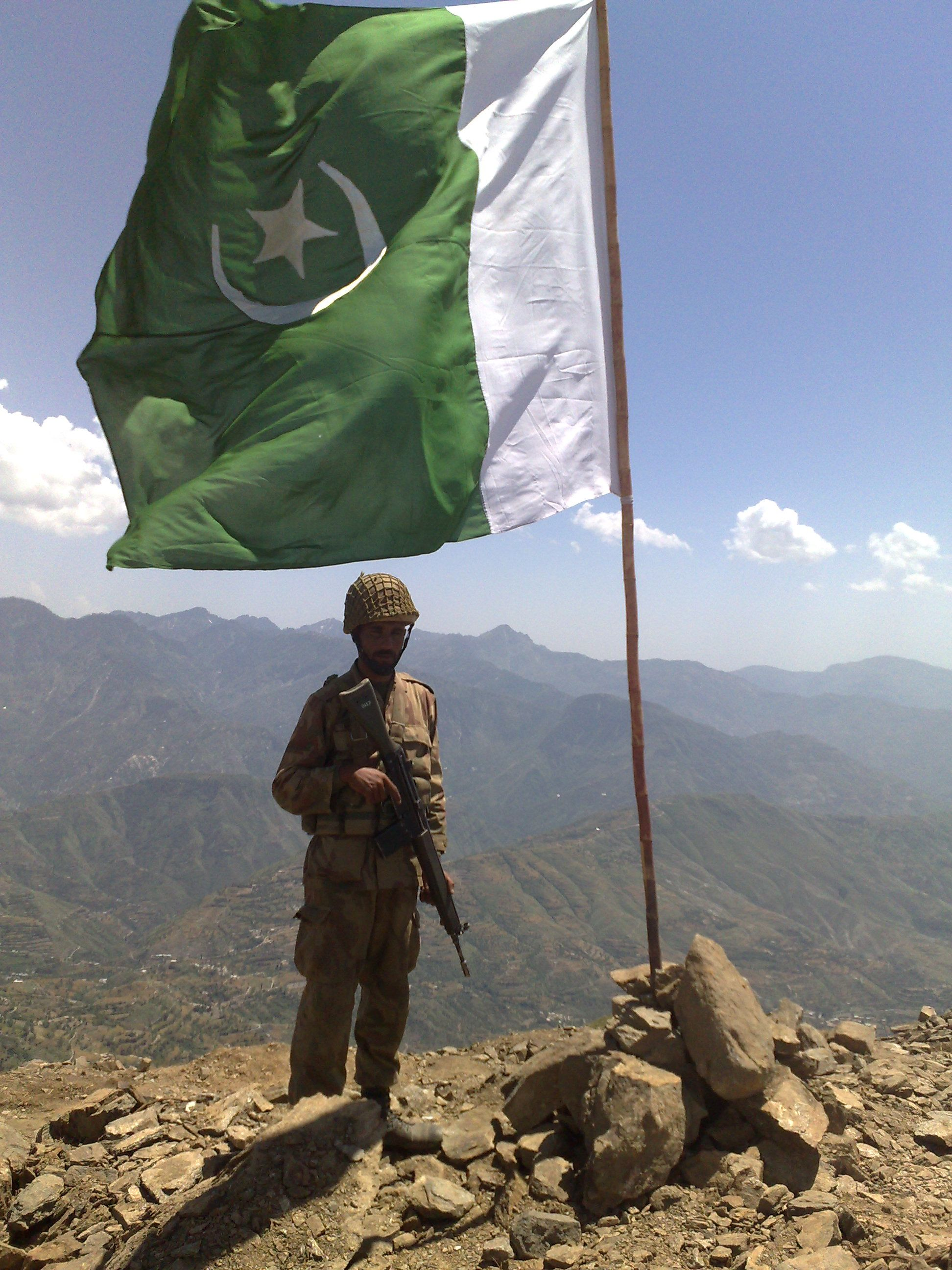
Powiewająca pakistańska flaga na zajętych terenach podczas operacji Czarna Burza

Wojska pakistańskie w wyniku ofensywy zdobyły kilka ważnych miast, przede wszystkim Mingorę, która była najważniejszym celem operacji wojsk rządowych. Udało się unieszkodliwić talibów w takich rejonach jak Buner i Dir. W tym drugim okręgu talibowie zmuszeni byli podpisać układy z miejscowymi radami plemiennymi. Wydarzenia te świadczą o zmianie nastawienia społeczeństwa pakistańskiego wobec islamskich ekstremistów, wzrasta także poparcie dla prowadzenia walki przeciwko rebeliantom. Ponadto pakistańscy wieśniacy założyli milicję Laskhar, która walczyła z talibami.
Pomimo sukcesów wojskowych, wiele procesów odbudowy infrastruktury zostało niedofinansowanych i dlatego przebiegały bardzo powoli.
Jednak już kilka miesięcy po zakończeniu operacji, talibowie faktycznie kontrolowali wiele terenów Wadi-e na których dochodziło do aktów przemocy, a siły bezpieczeństwa były zmuszone do utrzymywania punktów kontrolnych. Jednak zdaniem obserwatorów talibowie nie będą w stanie objąć takiej pozycji w Dolnie Swat, jaką mieli od 2007 do czasu rozpoczęcia operacji. Symbolem partyzantki w Wadi-e Swat był atak na młodocianą aktywistkę Malalę Yousafzai z 9 października 2012.
W toku działań militarnych operacji zginęło ok. 1500 talibów, 128 żołnierzy. Nieznane są natomiast straty cywilne, wiadomo, że przed walkami z domostw uciekło ok. 2 500 000 osób.

## Operacja w Waziristanie
Pod koniec maja po kolejnych zwycięstwach armii pakistańskiej w Swat walki wznowiły się także w przygranicznej prowincji z Afganistanem Waziristan. Tam prawdopodobnie ukrywał się dowódca talibów w Pakistanie Baitullah Mehsud. Talibowie 1 czerwca z wioski Bakka Kheil w Waziristanie Północnym porwali ok. 400 uczniów i nauczycieli z jednej ze szkół. Podczas porwania wiele uczniów zbiegło z miejsca porwania. Dzień później w wyniku operacji wojsk pakistańskich odbito ok. 80 uczniów z rąk porywaczy. Wszystkich studentów uwolniono do 6 czerwca.
13 czerwca lotnictwo pakistańskie zbombardowało twierdzę lidera talibów Baitullaha Mehsuda w górskich obszarach Waziristanu. Był to odwet za zabójstwo duchownego Sarfraza Nemeei, znanego z krytykowania talibów.
Mehsud zginął w amerykańskim bombardowaniu 5 sierpnia 2009
17 października 2009 wojsko pakistańskie wznowiło ofensywę, która tym razem toczyła się na lądzie. Niespełna dwa miesiące później, 12 grudnia 2009 ogłoszono zwycięskie zakończenie ofensywy w której zginęło 600 rebeliantów i 80 żołnierzy. W wyniku ofensywy Pakistan objął kontrolę nad górskimi terenami Południowego Waziristanu, skąd ucieczkę podjęli najważniejsi członkowie Talibanu.